# Erik Abramov
Erik Abramov (ur. 1 lipca 1999) – niemiecki judoka. Olimpijczyk z Paryża 2024, gdzie zajął dziewiąte miejsce w wadze ciężkiej.
Uczestnik mistrzostw świata w 2024 i 2025, a także zdobył medal w drużynie. Startował w Pucharze Świata w latach: 2018, 2019, 2022 i 2023. Brązowy medalista mistrzostw Europy w 2025; piąty w 2024. Drugi na igrzyskach europejskich w 2023 w drużynie. Drugi na MŚ juniorów w 2019 i trzeci w 2018. Mistrz kraju w 2020 i 2022; trzeci w 2019 roku.

## Letnie Igrzyska Olimpijskie 2024
| Konkurencja | Eliminacje                        | Eliminacje             | Klas. końcowa |
| Konkurencja | Przeciwnik I                      | Przeciwnik II          | Miejsce       |
| ----------- | --------------------------------- | ---------------------- | ------------- |
| +100 kg     | Odkhüügiin Tsetsentsengel (MGL) Z | Temur Rachimow (TJK) P | 9.            |